# 科尔塔佐内
科尔塔佐内（義大利語：Cortazzone），是意大利阿斯蒂省的一个市镇。总面积10.37平方公里，人口686人，人口密度66.2人/平方公里（2009年）。ISTAT代码为005047。